# Phillip Rogaway
Phillip Rogaway ist ein US-amerikanischer Informatiker, der sich mit Kryptographie befasst.
Rogaway studierte ab 1980 an der University of California, Berkeley, mit dem Bachelor-Abschluss 1985 und am Massachusetts Institute of Technology (MIT) mit dem Master-Abschluss 1988 (Everything provable is provable in zero knowledge) und der Promotion 1991 bei Silvio Micali (The round complexity of secure protocols). Danach arbeitete er bei IBM und war ab 1994 Professor an der University of California, Davis.
Er ist regelmäßig Gastprofessor an der Chiang Mai University in Thailand.
Er forscht auf dem von ihm Practice-oriented Provable Security genannten Gebiet beweisbar sicherer kryptographischer Protokolle und entwickelte mit Mihir Bellare das Zufallsorakel-Modell (random oracle model). Außerdem führte er die Methoden des Optimal Asymmetric Encryption Padding (OAEP), die inzwischen standardisiert wurde, und Probabilistic Signature Scheme (PSS) ein.
Mit Don Coppersmith entwickelte er bei IBM die Stromchiffre SEAL.
2009 erhielt er mit  Bellare den Paris-Kanellakis-Preis für Praxis-orientierte beweisbare Sicherheit. 2003 erhielt er den RSA Award for Mathematics. 1996 erhielt er einen NSF Career Award. Er ist Fellow der International Association for Cryptologic Research (IACR).

## Schriften
- mit Bellare: Random oracles are practical: a paradigm for designing efficient protocols, First ACM Conference on computer and communications security, 1993, S. 62–73
- mit Bellare: Entitiy authentification and key distribution, Crypto 93, LNCS 773, Springer Verlag 1993, S. 232–249
- mit Bellare: Optimal asymmetric encryption, Advances in Cryptology, Eurocrypt 1994, LNCS 950, 1994, S. 92–111
- mit Bellare: Introduction to Modern Cryptography, Skript